# Docophoroides brevis
Docophoroides brevis är en insektsart som först beskrevs av Dufour 1835.  Docophoroides brevis ingår i släktet Docophoroides och familjen fjäderlöss. Inga underarter finns listade i Catalogue of Life.